# Осей Яв Акото
Осей Яв Акото (бл. 1800 — 21 лютого 1834) — 8-й асантейн (володар) імперії Ашанті у 1824—1834 роках. Зазнав поразки у Першій англо-ашантійській війні, внаслідок чого імперія значно зменшилася.

## Життєпис
Походив з правлячої династії Ойоко Абусуа. Народився близько 1800 року. 1824 року після смерті асантейна Осея Туту Кваме обирається новим володарем держави. Намагався скористатися перемогою, що сталося в день смерті попередника, спробувавши захопити британський форт Кейп-Кост, проет через розповсюдження у війську якоїсь епідемії вимушен був відступити. У липні 1824 року зазнав поразки від союзників британців. Разом з тим Осей Яв Акото рушив на оборону своєї столиці кумасі.
1826 року поновив військові дії, спробувавши захопити Аккру. Новий британський губернатор Джон Хоуп Сміт відправив на її захист війська. Також ашанті спробували взяти штурмом Крістіансборг (належав Данії), однак данці за допомогою англійців відбили атаку. 7 серпня того ж року у битві біля Додови ашантійське військо зазнало поразки від англійців і данців. При цьому ключову роль відіграло застосування ракет Конгріва. Цим скористалися народи дагомба і гонджа, що повстали. В результаті 1831 року Осей Яв Акото уклав мирну угоду з британським губернатором Джорджем МакЛеном, відповідно до якого визнавав кордоном між британськими володінням і Ашанті річку Пра, народи акім, асін і фанті ставали незалежними. Невдовзі також позбулися ашантійської влади дагомба і гонджа.
Помер 1834 року. Йому спадкував Кваку Дуа I.